# Berjou
Berjou (bɛʁ.juⓘ) es una población y comuna francesa, situada en la región de Baja Normandía, departamento de Orne, en el distrito de Argentan y cantón de Athis-de-l'Orne.

## Demografía
| 500 | 473 | 522 | 535 | 525 | 508 |
| Para los censos de 1962 a 1999 la población legal corresponde a la población sin duplicidades (Fuente: INSEE [Consultar]) |     |     |     |     |     |